# Piero del Pollaiuolo
Piero del Pollaiuolo, pravzaprav Piero di Jacopo d'Antonio Benci, italijanski renesančni slikar in verjetno tudi kipar in zlatar, * 1443, Firence, † 1496, Rim

## Življenje
Piero del Pollaiuolo je bil mlajši brat Antonia del Pollaiuola, pri katerem se je verjetno tudi šolal. Že leta 1460 je s svojim bratom delal tri slike Herkula v palači Medici. Delal je v delavnici brata Antonia, kjer se je specializiral za slikanje. Piero je delal predvsem v Firencah. Bivanje v San Gimignanu je dokumentirano. Od približno leta 1489 je delal v Rimu.
Na mnogih njegovih slikah se domneva Antonijevo sodelovanje. Številne slike, ki so do nedavnega še vedno veljale za dela Antonia, zdaj pripisujejo Pieru. Piero del Pollaiuolo je pokopan z bratom Antoniom v dvojnem grobu v rimski baziliki sv. Petra v vezeh.

## Izbrana dela
- Berlin, Gemäldegalerie
  - Portret mlade ženske okoli leta 1465 (dolgo časa veljala za delo Antonia Pollaiuola)
  - Oznanjenje, okoli leta 1470
- Firence, galerija Uffizi
  - Oltar treh svetnikov (sveti Vincencij, Jakob starejši in Evstahij), okoli leta 1466 (verjetno skupaj z Antonijem del Pollaiuolom)
  - Alegorija zmernosti, okoli leta 1469/70
  - Alegorija modrosti, okoli leta 1469/70
  - Alegorija vere, okoli leta 1469/70
  - Alegorija upanja, okoli leta 1469/70
  - Alegorija usmiljenja, okoli leta 1469/70
  - Portret Galeasso Maria Sforza, okoli leta 1471
  - Profilni portret mlade ženske okoli leta 1475 (dolgo časa velja za delo Antonia del Pollaiuola)
- London, Narodna galerija
  -  Mučeništvo sv. Boštjana (skupaj z Antoniom del Pollaiuolom)
- Milano, Museo Poldi Pezzoli
  - Profilni portret mlade ženske okoli leta 1470
- New York, Metropolitanski muzej umetnosti
  - Profilni portret mlade ženske okoli leta 1480
- San Gimignano, Sant'Agostino
  - Kronanje Marije okoli leta 1483
- Sankt Peterburg, Ermitaž
  - Marija z otrokom, okoli leta 1469/70
- kje je neznano
  - Sveti Sebastijan (pripisano - na dražbi 14. marca 1992 v Naglu v Stuttgartu)